# قوات الدفاع التابعة للاتحاد الأوروبي

شعار قوات الدفاع التابعة للاتحاد الأوروبي

توضح هذه المقالة قوات الدفاع التابعة للاتحاد الأوروبي، التي تنفذ سياسة الأمن والدفاع المشتركة للاتحاد الأوروبي (CSDP). هناك فئتان من القوات المتعددة الجنسيات التابعة للاتحاد الأوروبي: تلك التي تم إنشاؤها على المستوى الحكومي لكل دولة وإتاحتها لسياسة الأمن والدفاع المشتركة من خلال المادة 42.3 من معاهدة الاتحاد الأوروبي (TEU)، مثل الفيلق الأوروبي؛ ومجموعات القتال التابعة للاتحاد الأوروبي، والتي تم إنشاؤها على مستوى الاتحاد الأوروبي.

## العمليات العسكرية أو الأزمات التي يقوم بها الاتحاد الأوروبي
تتم تسمية العمليات العسكرية للاتحاد الأوروبي عادةً ببادئة مثل قوة الاتحاد الأوروبي (EUFOR) أو القوة البحرية للاتحاد الأوروبي (NAVFOR)، اعتمادًا على ما إذا كانت العملية برية أو بحرية. اللاحقة هي عادة المنطقة التي جرت فيها العملية، على سبيل المثال القوة البحرية الأوروبية للبحر الأبيض المتوسط (EUNAVFOR MED). ولذلك فإن العمليات لها أسماء فريدة، على الرغم من أن القوة قد تتكون أيضًا من قوات دائمة متعددة الجنسيات مثل الفيلق الأوروبي.

## قوات منظمة مسبقا

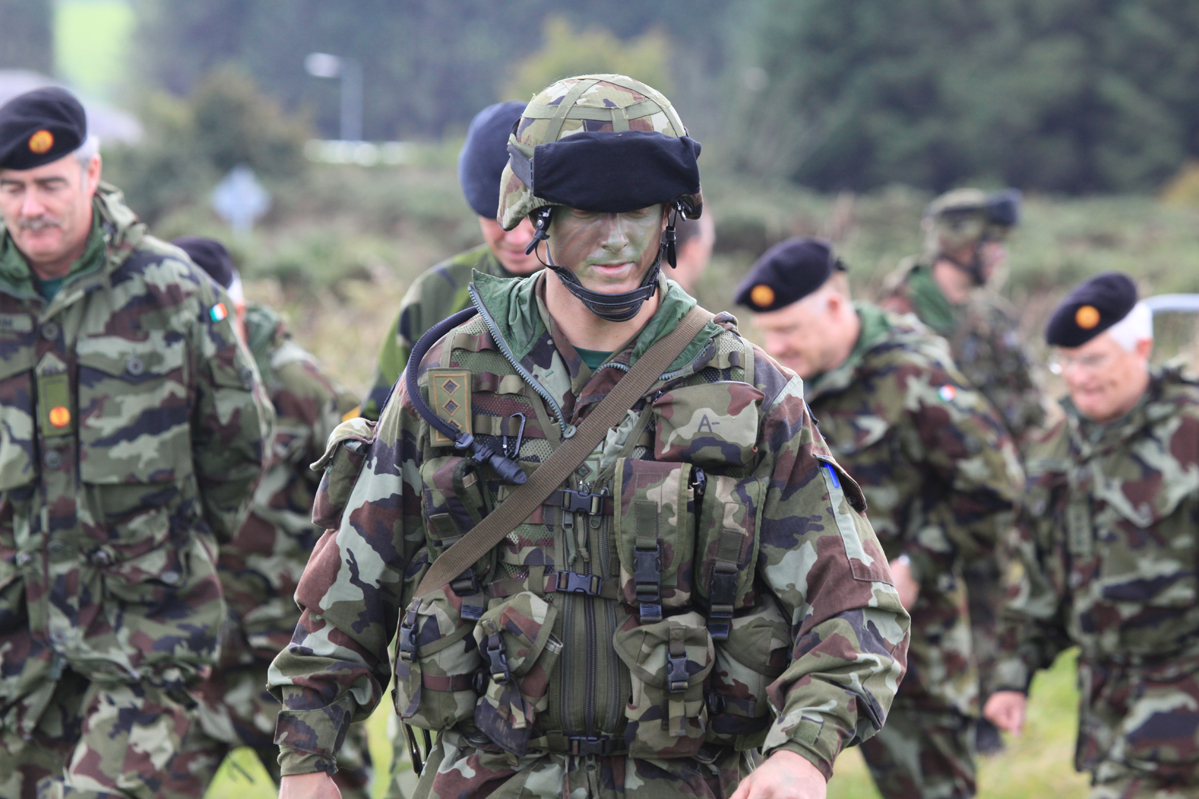
أفراد من الجيش الأيرلندي من مجموعة القتال الشمالية في تمرين في عام 2010

كتالوج هلسنكي الرئيسي للأهداف عبارة عن قائمة بقوات الرد السريع المكونة من 60,000 جندي يديرها الاتحاد الأوروبي، ولكن تحت سيطرة الدول التي ترسل قوات لها.[بحاجة لمصدر] خلفه كتالوج «الهدف الرئيسي لعام 2010».

### مجموعات القتال التابعة للاتحاد الأوروبي
تلتزم المجموعات القتالية التابعة للاتحاد الأوروبي (BG) بسياسة الأمن والدفاع المشتركة (CSDP)، وتستند إلى مساهمات من تحالف الدول الأعضاء. تتكون كل مجموعة من المجموعات القتالية الثمانية عشر من قوة بحجم كتيبة (1,500 جندي) معززة بعناصر دعم قتالية.   تتناوب المجموعات بشكل نشط، بحيث أن هناك مجموعتان جاهزتين للنشر في أي وقت، وتخضع القوات للسيطرة المباشرة لمجلس الاتحاد الأوروبي. وصلت المجموعات القتالية إلى قدرتها التشغيلية الكاملة في 1 يناير 2007، على الرغم من أنها لم تشهد أي عمل عسكري حتى أغسطس 2023.  استناداً إلى المهام المخصصة الحالية التي قام بها الاتحاد الأوروبي ، فقد وصفها البعض بأنها " جيش دائم " جديد لأوروبا. 
ويتم استخدام القوات والمعدات من الدول الأعضاء في الاتحاد الأوروبي تحت مظلة «دولة قائدة». في عام 2004، رحب الأمين العام للأمم المتحدة «كوفي عنان» بالخطة وأكد على قيمة وأهمية المجموعات القتالية في مساعدة الأمم المتحدة على التعامل مع مناطق الاضطرابات. 

### قدرة الانتشار السريع
من المقرر أن يتم تشغيل قوة الانتشار السريع الدائمة للاتحاد الأوروبي (EU RDC) والتي تتألف من ما يصل إلى 5,000 جندي (بحجم لواء) بحلول عام 2025.  خلال رئاسة ألمانيا للاتحاد الأوروبي في النصف الثاني من عام 2020، بدأت سياسة الأمن والدفاع المشتركة للاتحاد الأوروبي في تطوير بوصلة استراتيجية للأمن والدفاع،  اعتبارًا من نوفمبر 2021، مع تصور لقوة تدخل كبيرة مكونة من 5,000 جندي بحلول عام 2025. 

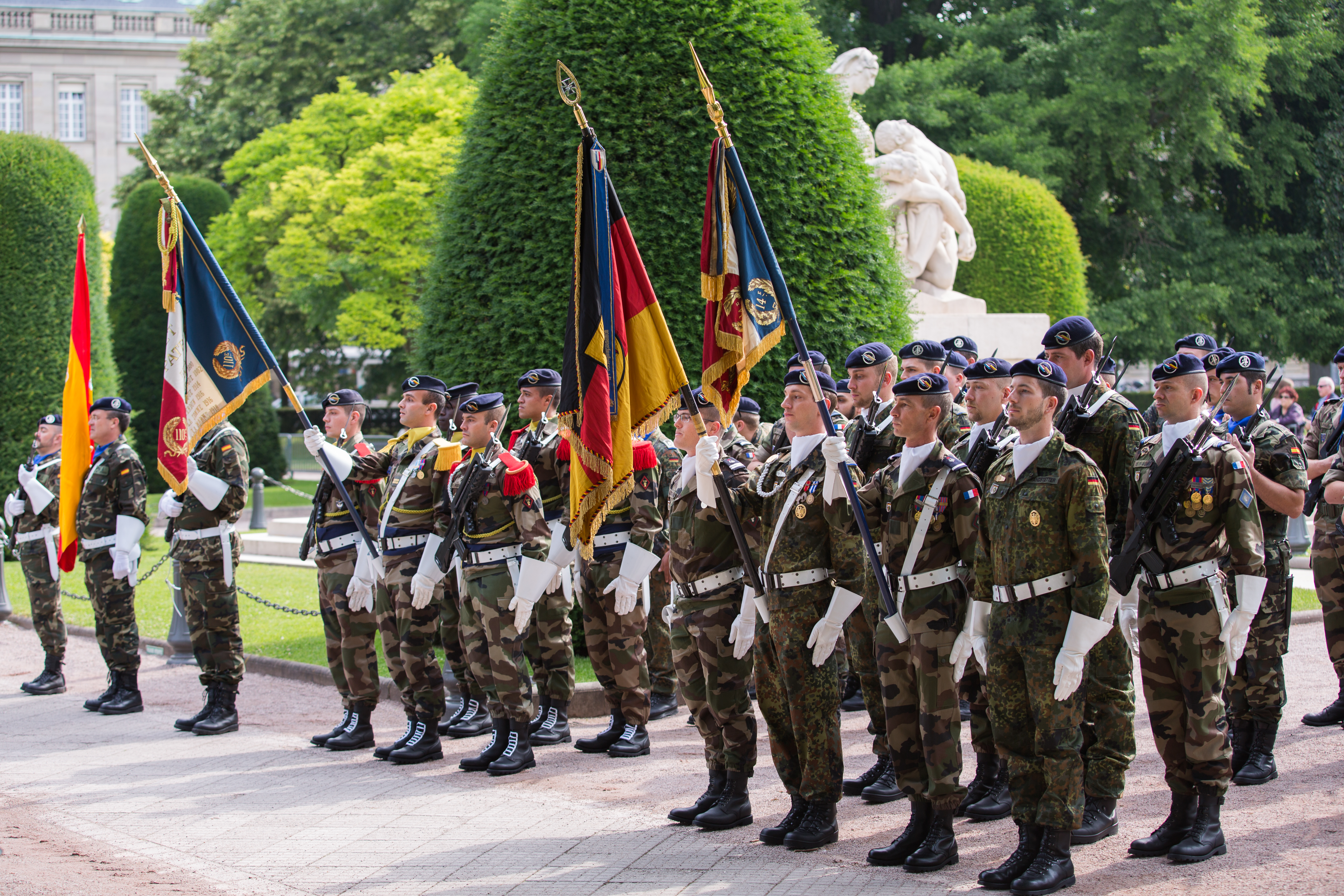
أفراد الفيلق الأوروبي في ستراسبورج، فرنسا، خلال حفل تغيير القيادة في عام 2013

قوات برية:
القوات الجوية:
القوات البحرية:

## أنظر أيضا
- التعاون المنظم الدائم
- هدف هلسنكي الرئيسي
- الوكالة الأوروبية للحدود وخفر السواحل
- قائمة البعثات العسكرية والمدنية للاتحاد الأوروبي